# Темниця (Цілком таємно)

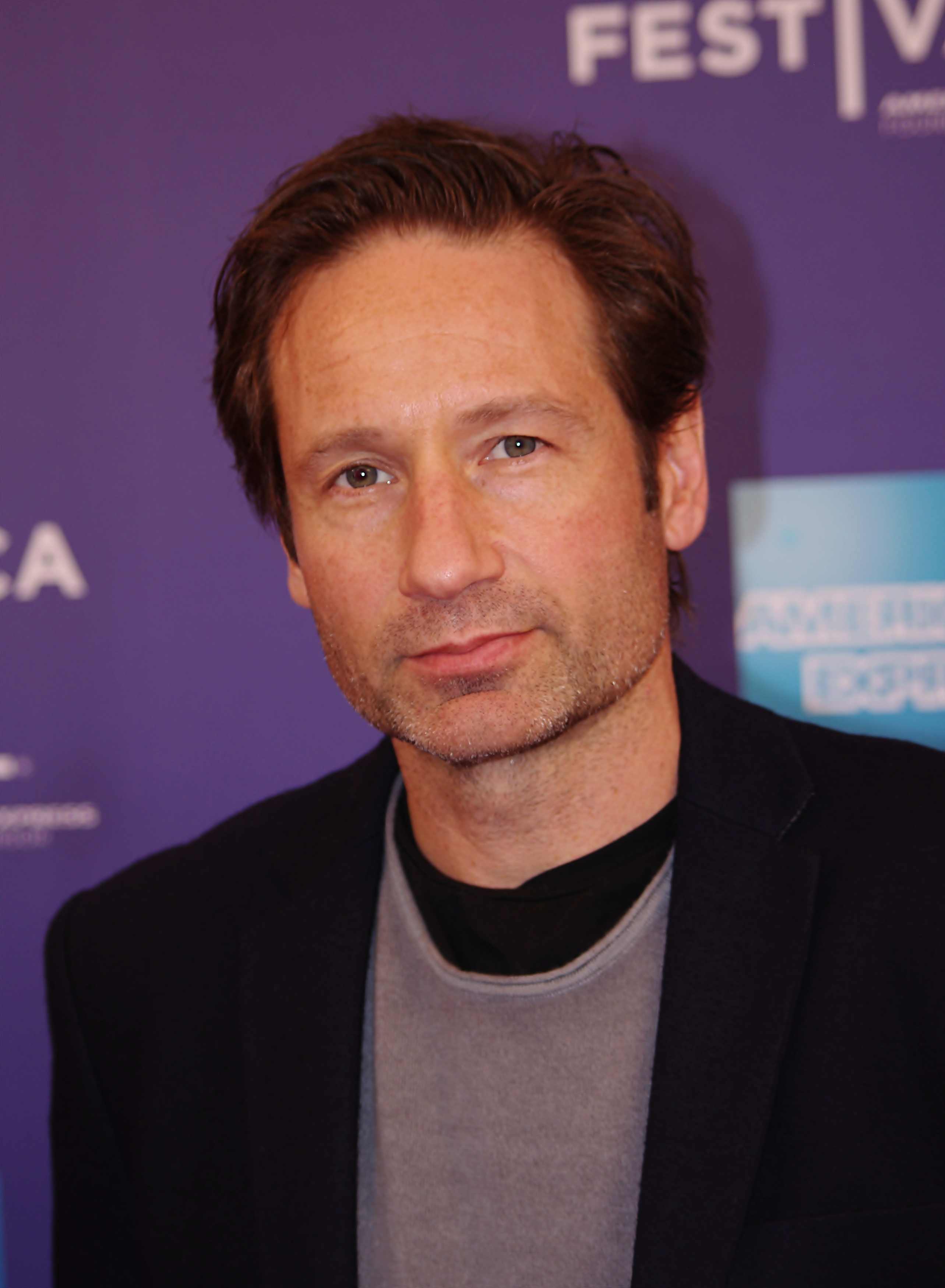

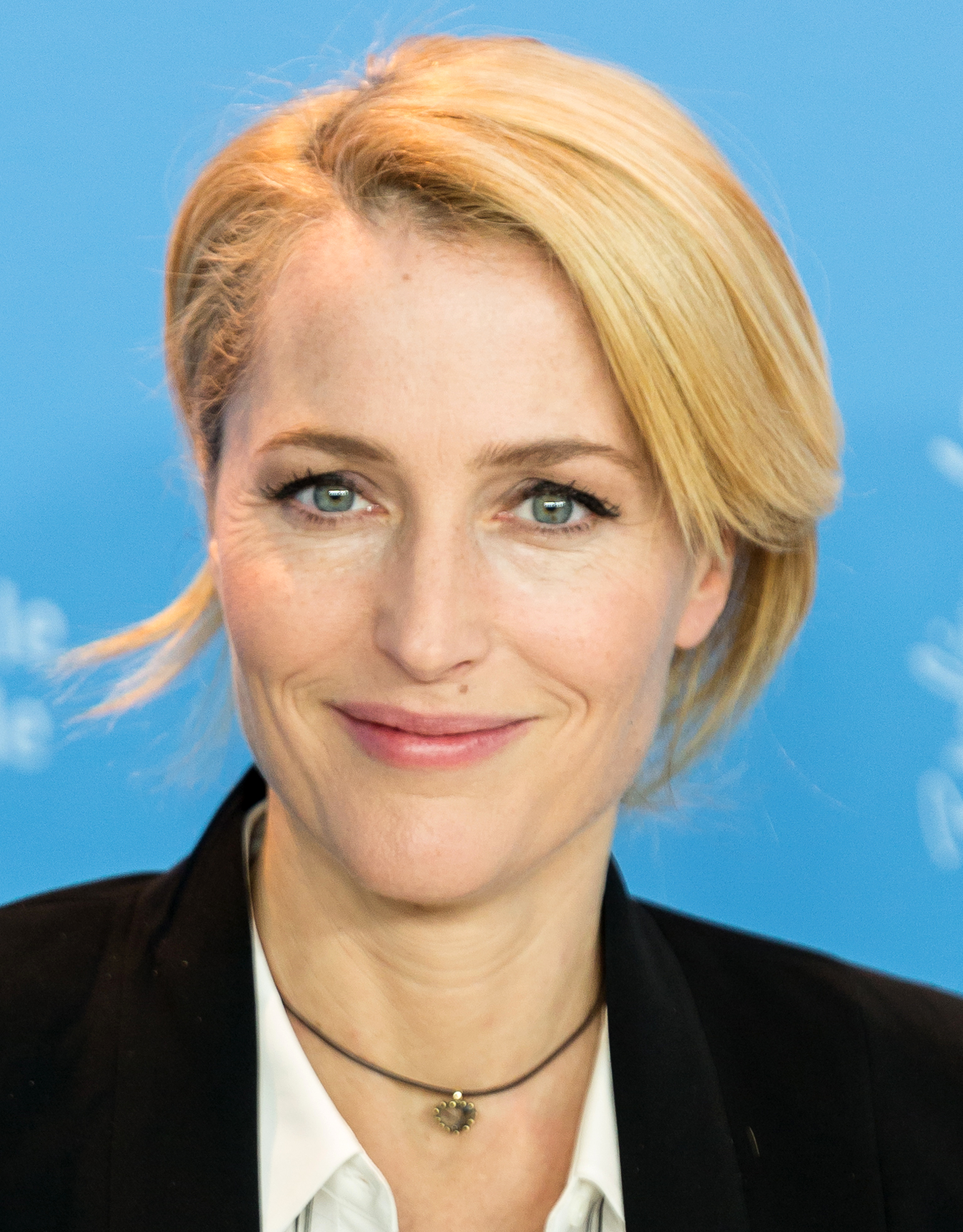

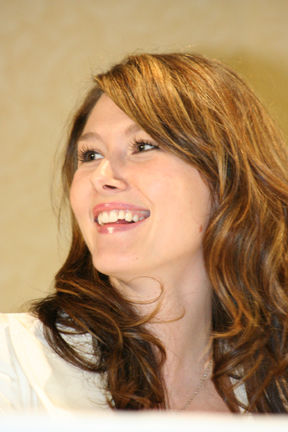

«Темниця» — восьма серія третього сезону американського науково-фантастичного серіалу «Цілком таємно». Вперше була показана на телеканалі Фокс 17 листопада 1995 року. Сценарій до нього написав Чарльз Грант Крейг, а режисером був Кім Меннерс. Ця серія отримала рейтинг Нільсена в 10.5 балів і її подивились 15,9 млн осіб. Епізод отримав позитивні відгуки від критиків.
Серіал розповідає про двох агентів ФБР Фокса Малдера (роль виконав Девід Духовни) та Дейну Скаллі (роль виконала Джилліан Андерсон), які розслідують паранормальні випадки, що називають «файли X». У цій серії дівчину на ім'я Еммі Якобс викрав та тримає у підвалі психічно нездоровий помічник фотографа. Малдер виявляє екстрасенсорний зв'язок між недавно викраденою Еммі та Люсі, яку викрала та сама людина багато років тому. Він хоче використати цей зв'язок, щоб знайти Еммі.
Серія «Темниця» була єдиною серією, написаною Чарльзом Грантом Крейгом, який покинув команду сценаристів ще до того, як зйомки серії були закінчені. Знімальна команда мала певні труднощі через те, що серію в основному знімали не у приміщенні. Спочатку в сценарії Еммі було 12 років, але її вік був збільшений, щоб уникнути схожості на недавнє викрадення Поллі Клаас.

## Сюжет
У місті Сієтл (штат Вашингтон) помічник фотографа Карл Вейд фотографує 15-річну Еммі Якобс (роль виконала Джуел Стейт) для шкільного альбому. Згодом він викрадає Еммі з її будинку. Тоді ж працівниця фаст-фуду Люсі Хаусхолдер непритомніє і в неї з носа починає текти кров. Агент Малдер починає розслідувати цю справу, бо це дуже схоже на те, як викрали його сестру. Розслідування приводить Малдера до Люсі, яка сама була викрадена у віці вісім років, сімнадцять років тому, і її тримали в підвалі п'ять років, після чого вона втекла. Агент Скаллі підозрює, що Люсі може бути причетною до викрадення Еммі через її довгу кримінальну історію та через те, що на ній, окрім власної крові, знайшли кров Еммі. Згодом, коли Люсі знаходиться в своєму домі, на її обличчі раптом з'являються подряпини і вона не може бачити. В цей самий час Вейд б'є Еммі у темному підвалі. Між Еммі та Люсі з'явився екстрасенсорний зв'язок — все що відбувається з Еммі, відбувається також і з Люсі. Малдер намагається вмовити її допомогти йому знайти Еммі, але вона надто боїться.
Скаллі повідомляє Малдеру, що вони знайшли зачіпку — перед викраденням відбувалось фотографування для шкільного альбому, і помічник фотографа був психічно нездоровим. Згодом з'являється ще одна дуже важлива зачіпка: водій евакуатора бачив Вейда у день викрадення Еммі, і водій показав на мапі, де він його бачив. Це місце лежить поруч з місцем, де тримали викрадену Люсі. Слідчі знаходять будинок Вейда в лісі поруч із містом Істон. Коли вони вриваються в будинок, вони знаходять у підвалі Люсі. Дівчина не зрозуміла, як вона туди потрапила і навіщо. Люсі відчуває холод і те, що вона мокра. Малдер здогадується, що Еммі знаходиться в річці. Агенти їдуть до річки і бачать там Вейда, який намагається втопити Еммі. Агентам довелось його застрелити. Тим часом Люсі починає захлинатись, хоча й не перебуває в воді. Агенти витягують Еммі з води і починають робити їй штучне дихання. Але через зв'язок, воно діє на Люсі. Малдер продовжує робити штучне дихання, хоча Скаллі каже йому, що це марно, бо Еммі вже вмерла. Але Малдер продовжує. Еммі оживає, але в цей самий момент Люсі помирає.

## Створення
Серія «Темниця» була єдиною серією, написаною Чарльзом Грантом Крейгом, який покинув команду сценаристів ще до того, як зйомки серії були закінчені. Крейг тоді ще мав мало досвіду роботи на телебаченні. Спочатку в сценарії Еммі було 12 років, але її вік був збільшений, щоб уникнути схожості на недавнє викрадення Поллі Клаас. Оригінальна назва серії «Oubliette» є французьким словом, яке означає ямоподібну темницю, в якій абсолютно темно, з люком зверху. Спочатку в сценарії Люсі була більш «суворою», але акторка Трейсі Елл зіграла її більш м'якою.
Основою сюжету є те, що Малдер бачить у викраденнях Еммі та Люсі паралель з викраденням своєї сестри. Сюжет сконцентрований на ньому. Скаллі приділяється менше уваги в серії, хоча вона сама була викрадена в серії другого сезону «Сходження». Спочатку Скаллі підтримує Малдера, але згодом починає думати, що Люсі причетна до викрадення, тому Скаллі стає антагоністичним персонажем.

## Знімались
| Актор             | Роль                 |
| ----------------- | -------------------- |
| Девід Духовни     | Фокс Малдер          |
| Джилліан Андерсон | Дейна Скаллі         |
| Трейсі Елліс      | Люсі                 |
| Джуел Стейт       | агент Волтер Еубанкс |
| Девід Льюїс       | молодший агент       |